# 秋月登之助
秋月 登之助（あきづき のぼりのすけ、天保13年（1842年） - 明治18年（1885年）1月6日？）は、幕末の会津藩士。本名は江上太郎種明。遠祖は龍造寺伯庵の龍造寺家再興運動に奔走した江上勝種で、江上氏そのものは大蔵姓原田氏の庶流であった。そのために通字の「種」を名乗りに使っている。

## 略歴
会津田島の代官江上又八種順の子。京都守護職に任じられた藩主松平容保に従って上洛する。
慶応4年（1868年）、容保は江戸の会津藩邸から引き上げたが、登之助は旧幕府軍に加わった。始めは幕府軍第七連隊の歩兵差図役並だったが、その後大鳥圭介の伝習隊に加わった。宇都宮城の戦いでは伝習第一大隊の隊長として参謀の土方歳三と共に戦った。母成峠の戦いで目撃されたのを最後に消息不明となる。
会津若松市の興徳寺にある江上家の墓所には、「秋月登之助 明治18年1月6日 行年44才」とある。一方、加波山事件で逮捕された自由民権運動家の玉水嘉一が東京集治監（小菅集治監）に投獄されていた際、獄中で秋月と出会ったという。これが事実ならば秋月の墓碑に刻まれている没年月日（1885年（明治18年）1月6日）よりも1年以上後も秋月が生存していたことになり、墓碑の没年月日は誤りであるということになる。